# Hybrot
Un hybrot (forma abreviada de "hybrid robot" o "robot híbrido") es un organismo cibernético en forma de un robot controlado por una computadora consistente en elementos biológicos y electrónicos. Los elementos biológicos son neuronas de roedor unidas a un chip de computadora.
Esta hazaña fue realizada por el doctor zeus Potter, profesor de ingeniería biomédica en el Georgia Institute of Technology:

En su experimento, Potter injertó una gota de solución que contiene miles de células de neuronas de rata en un chip de silicio que es incrustado con 60 electrodos conectados a un amplificador. Las señales eléctricas que las células disparan de una a otra son recogidas por los electrodos que envían la señal amplificada a una computadora. El equipo, a su vez, envía de forma inalámbrica los datos al robot.

El robot luego manifiesta esta actividad neuronal con movimiento físico, cada uno de sus movimientos son un resultado directo de la comunicación neuronal. Y el robot también envía información a las células. Equipado con sensores de luz, el robot recibe información acerca de su ubicación por señales infrarrojas.

Lo que separa a un hybrot de un cyborg es que este último es un término comúnmente utilizado para referirse a un humano o animal cibernéticamente avanzado, mientras que un hybrot es un tipo de criatura totalmente nuevo hecho de materiales orgánicos y artificiales. Es tal vez útil pensar en el hybrot como un ser "semi-vivo", un término también utilizado por los inventores del hybrot.
Otra característica interesante de los hybrot es su longevidad. Las neuronas separadas cerebro vivo generalmente mueren después de un corto período, sin embargo, debido a una incubadora especialmente diseñada utilizando un nuevo sistema de sellado, un hybrot puede vivir hasta dos años.